# Клинці
Клинці́ (рос. Клинцы) — місто обласного підпорядкування в Російській Федерації, адміністративний центр Клинцівського району Брянської області. Розташоване за 160 кілометрів від Брянська. Знаходиться на території української історичної землі Стародубщина.
Населення міста становить:
- 2010 рік — 64 000 осіб
- 2002 рік — 67 325 осіб
- 1989 рік — 71,2 тис. осіб
- 1970 рік — 59,1 тис. осіб
- 1959 рік — 42,0 тис. осіб
- 1939 рік — 40,5 тис. осіб

## Географія
Місто розташоване на річці Московці (Картава Туросна), лівій притоці Унечі, басейн Іпуті. На північно-західній околиці — ліси.

## Історія
Клинці були засновані як слобода в 1707 році старообрядцями-втікачами і названі за прізвищем одного з них. У 1782 році поселення стає посадом, з 1925 року — містом. У роки Другої світової війни місто було окупованим німцями — з серпня 1941 по вересень 1943 років. 8 жителів міста стали Героями Радянського Союзу.
Герб Клинців затверджено 12 грудня 1985 року рішенням сесії Клинцівського міської Ради народних депутатів.
Герб виконаний у формі щита, у верхній частині якого зображено герб Брянської області (у червоному полі золота мортира з ядрами біля неї). У нижній в зеленому полі — шестерня, ткацький човник і бобіна з нитками — символи машинобудування, ткацької і прядильної промисловості міста.
На початку XVIII ст., на місці, де розташовані сучасні Клинці, знаходилися українські села Глухівка та Стодола, які належали місцевому поміщику, вихідцю зі значної козацької старшини, Іванові Бороздні. У Стодолах на річці Туросні була насипана гребля та знаходився водяний млин. У 1707 році Іван Бороздна відвів поруч зі Стодолою ділянку для поселення ватаги російських старовірів, що втекли від царських переслідувань із Костромського повіту. Осадчим старостою нової розкольницької слобідки Бороздна призначив одного зі старообрядців — Василя Клинцова. По його прізвищу слобода отримала назву Клинці, що збереглася пізніше і за містом. А село Стодола увійшло згодом до складу Клинців, і назва цього району міста збереглася аж до наших днів. Повсякчасно у Клинцях жили як росіяни-старообрядці, так і місцеві українці. Річка Туросна одержала в межах слободи назву Московки, тобто місця, де живуть москалі, тепер ця назва стала у Клинцях офіційною. А сучасна Пушкінська вулиця дуже довго йменувалася Кумпанівкою, у пам'ять про те, що за Гетьманщини тут жили козаки компанійських полків.
З переписної книги «Слобода Клинці», складеної в 1729 році за вказівкою царського уряду відомо, що «слобода поселена на річці Туросне в 1707 році» і що «ону слободу осаджував Костромського повіту палацової Государевої Данилівській волості селянин Василь Афанасьєв, син Клінцов». Про існування слободи Клінцова та інших старообрядницьких поселень на Стародубщині уряд не знав до вторгнення в Малоросію шведських військ. Жителі слободи Клінцова, сусідніх слобід і посадів вели партизанську війну зі шведами. Петро I високо оцінив їх дії у боротьбі зі шведами і не тільки простив їм втечу з Центральної Росії, а й закріпив за ними указом 1715 р. землі, на яких вони оселилися.
У 1729 році слобода складалася з 17 дворів, а вже в 1767 році — з 349 дворів. У слободі були широко розвинені різні промисли, торгівля. Місцеві жителі теслювали, виготовляли і продавали цеглу, шили одяг і взуття, робили сани і прості вози, торгували конопляною олією, прядивом, рогожею, медом, милом.
У 1782 році за указом імператриці Катерини II слобода Клинці отримала статус посаду. З 1785 р. в посаді відкривається друкарня для друкування старообрядницької навчальної та духовної літератури.
Значним поштовхом у розвитку посаду послужила поява в Клинцях панчішної, а потім суконної промисловості.
У 1812—1814 роках купцем Василем Опанасовичем Лихомановим побудована перша суконна фабрика, а у 1832—1834 роках почалося будівництво ткацьких фабрик купцями.
У 1862 році в посаді перебувало 13 суконних, 10 панчішних фабрик, 5 шкіряних і 3 чавуноливарних заводів. Посад Клинці в II половині XIX століття перетворюється в один із центрів текстильної промисловості Росії.
У 1854 році в посаді відкрито поштове відділення з телеграфним зв'язком, в 1882 році — громадський банк, а в 1887 році Клинці були з'єднані залізницею з Москвою, Брянськом, Гомелем, що мало значення для подальшого розвитку посаду.
До 1907 року в посаді Клинці було 28 промислових підприємств, число жителів становило 12 тисяч людей без приміських сіл. Відкрито чоловічу і жіночу гімназії, технічне училище, початкові школи, функціонують 2 міські і одна земська лікарні.
У XIX столітті в Клинцях, як і в інших старообрядницьких посадах та слободах Стародубщини, складається своєрідна місцева культура, що сильно відрізняється як від української, так і від центральноросійської православної культури. Поступово збідніле українське населення з навколишніх сіл ішло на заробітки до Клинців та оселялося там, поєднуючи українську культуру з місцевою старообрядницькою.
19 квітня 1918 р. угруповання брянського напряму Армії Української Народної Республіки зайняло ст. Клинці, визволивши її від російських більшовиків.
У 1917—1918 роках Клинці входили до Української Народної Республіки та Української Держави гетьмана Павла Скоропадського. У Клинцях знаходився прикордонний пункт Окремого корпусу кордонної охорони Української Держави. 13 грудня 1918 року місто було зайняте більшовиками. За словами краєзнавця Павла Хромченка:
|  | Увійшовши у грудні 1918-го року до Клинців, більшовики в першу чергу винищили саме цей український осередок міста, без жалю розстрілюючи на околиці посаду, біля міського парку, не лише чоловіків-українців, але й жінок та дітей |

У 1921 році центр повіту було перенесено з Суража в Клинці. Клинцівський повіт Гомельської губернії Білорусі у 1926 році був переданий до складу Брянської губернії Росії. У 1929—1930 роках існував Клинцівський округ в Західній губернії.

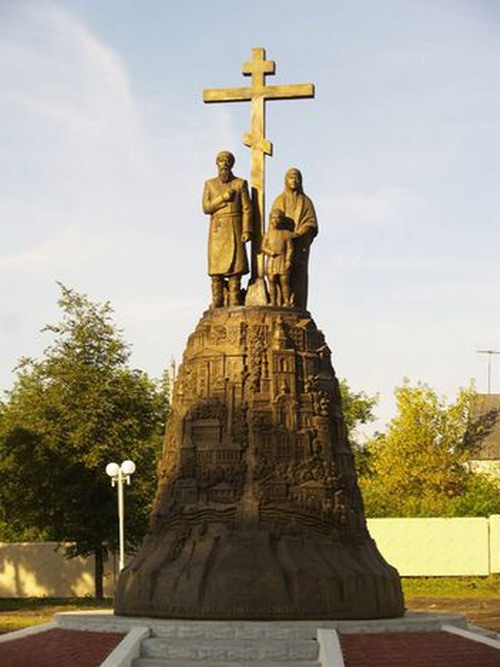
Пам'ятник Василю Клинцову та засновникам Клинців старообрядцям

У 1922 році посад Клинці було перейменоване в місто. У передвоєнні роки в місті було понад 40 тисяч жителів. У чотирьох середніх, чотирьох неповних середніх і двох початкових школах навчалося 7634 учнів. У місті перебували текстильний і пеньковий технікуми, фармацевтична і медична школи, педагогічне училище, школа ФЗН. Працювали 6 фабричних клубів, драматичний театр ім. Луначарського, Будинок народної творчості, Будинок вчителя і Будинок піонерів.
У передвоєнному 1940 році клинцівські текстильники виробили близько 20 % сукна, що випускалося в СРСР. Машинобудівники налагодили виробництво ткацьких верстатів, які раніше закуповувалися за кордоном.
У 1941 році розпочалась німецько-радянська війна і вже 20 серпня 1941 р. Клинці були зайняті німецькими військами. За 25 місяців окупаційного режиму розстріляно і закатовано понад 10 тисяч жителів міста.
25 вересня 1943 місто було звільнено 129, 169 і 217 стрілецькими дивізіями 63 Армії Брянського фронту.
У 2007 році на честь 300-ліття заснування Клинців у місті встановлено пам'ятник Василю Клинцову та засновникам-старообрядцям.
Промисловість Клинців представлена чотирма підприємствами текстильної промисловості, трьома — легкої, чотирма металообробними заводами, підприємствами будівельної індустрії та харчової промисловості.
У місті Клинці, як повідомляється 13.12.2022, стався потужний вибух, ймовірно, в районі військової частини. Місто розташоване приблизно за 60 км від кордону з Чернігівською областю України. Як пише російська служба Бі-Бі-Сі, у ньому, згідно з даними з відкритих джерел, дислокований мотострілецький полк. Климове знаходиться приблизно за 30 км від українського кордону. Там розташований військовий аеродром, додає російська служба Бі-Бі-Сі.

## Економіка
У місті працюють заводи автокрановий, поршневих кілець, авторемонтний, телефонної апаратури, велосипедів, бетонний, ювелірний, консервний, м'яких іграшок, комбінати будівельних матеріалів, силікатної цегли, фабрики меблева, трикотажна та швейна.

## Освіта та культура
З навчальних закладів діють гуманітарна академія, інститут міжрегіональних відносин, філіал БТУ, технікум текстильної промисловості, педагогічний коледж.
Працює філіал обласного краєзнавчого музею. Місто має футбольну команду — ФК «Клинці».

## Видатні місця
- Будівля міської думи (XIX століття)
- Будівля жіночої гімназії (початок XX століття)
- Храм Спаса Преображення (початок XIX століття)
- Будинок фабриканта Баришникова (кінець XIX століття)
- Будинок фабриканта Сапожкова (початок XX століття)
- Будівля купецьких зборів (початок XX століття)
- Торгові ряди (початок XX століття)
- Бюст народного артиста СРСР Є. М. Бєляєва (2007)

## Люди
У місті народилися:
- Конопелько Лука (1889 - 18 листопада 1937, Барановичі) - козак Окремої залізничної сотні Армії УНР
- Бєляєв Євген Михайлович (1926—1994) — радянський і російський співак (ліричний тенор).
- Макеєнко Володимир Володимирович (нар. 1965) — український політик, член Партії регіонів, голова Київської міської державної адміністрації (КМДА) (з 25 січня 2014 року).